# Вышневолоцкое водохранилище
Вышневоло́цкое водохранилище — водохранилище в Вышневолоцком городском округе Тверской области, расположенное западнее города Вышнего Волочка. Объём воды — 0,32 км³, площадь поверхности — 108 км², длина — 9 км, наибольшая ширина — до 9 км. Высота над уровнем моря — 163,5 м.

## О водохранилище
Водохранилище занимает центральную часть района. Оно было создано выдающимся гидротехником-самоучкой М. И. Сердюковым для поддержания судоходного уровня в Вышневолоцкой водной системе, соединившей Балтийское море с Волгой по идее императора Петра I. Водохранилище является частью Вышневолоцкой водной системы.
Из Вышневолоцкого водохранилища берёт начало река Тверца. Отсюда она начинает свой 188-километровый путь к Волге. Река Цна соединяет водохранилище с Мстой и Волховом.
Водохранилище образовано в долинах рек Шлина и Цна в XVIII веке, в 1719 году. В 1951 создающие подпор сооружения водохранилища были реконструированы.
Уровень водохранилища колеблется в пределах 3 м. Водохранилище осуществляет сезонное регулирование стока. Используется для водоснабжения, водного транспорта, лесосплава, энергетики и рыбного хозяйства (лещ, судак, щука). На водохранилище работала пассажирская линия «Здешево-Перерва», протяжённостью 6 км. Данный участок до сих пор формально числится в «Перечне внутренних водных путей-2002г».
Сегодня водохранилище является важным резервным источником для реки Тверцы и канала имени Москвы.
Напор водохранилища используется для выработки электроэнергии на двух малых ГЭС:

### Ново-Тверецкая ГЭС
Ново-Тверецкая ГЭС — расположена на Ново-Тверецком канале в г. Вышний Волочёк Тверской области.
В 1741 году М. И. Сердюков надстроил плотину для расширения водохранилища. А в 1944 году уровень водохранилища подняли ещё, для того, чтобы заработала Ново-Тверецкая ГЭС в Новотверецком канале, прорытом к югу от города между водохранилищем и р. Тверцой. Год пуска 1947.
ГЭС с закрытым машинным залом, оснащена двумя поворотно-лопастными турбинами (лопасти зафиксированы сваркой) ПРК-245ВБ-220, мощностью по 1200 кВт. Диаметр рабочего колеса — 2,2 м, расчётный напор — 7,0 м, частота вращения — 150 об/мин, расход воды — 20 м³/с. Генераторы вертикальные, подвесные, типа ВГС-325/29-40. Выработка электроэнергии: 8,8 млн кВт·ч в год, выдача электроэнергии в энергосистему осуществляется на напряжении 6,3 кВ.

### Ново-Цнинская ГЭС
Ново-Цнинская ГЭС — расположена на р. Цна в г. Вышний Волочёк Тверской области и предназначена для санитарных попусков воды.
ГЭС с закрытым машинным залом, оснащена одной турбиной пропеллерного типа мощностью 220 кВт, диаметр рабочего колеса — 1,2 м, расчетный напор — 4-16 м, расход воды — 4-9 м³/с, частота вращения — 250 об/мин. Генератор вертикальный, подвесной типа ВГС-213/15-24.

## Населённые пункты
На берегах водохранилища находятся населённые пункты:
- город Вышний Волочёк
- посёлок Красномайский
- село Кашарово
- деревня Ермаково
- д. Рвеница
- д. Язвиха
- д. Никифорково
- д. Перерва
- д. Городолюбля
- д. Остров Лисий (на острове)

## Острова
В акватории водохранилища расположены следующие острова:
- Алёхина Релка
- Большой Вал
- Дергуны
- Жерновка
- Захарин Бор
- Ключино
- Кунина Релка
- Лисий
- Микаля
- Могильник
- Попов
- Соменец
- Сосновый Рог
- Стерженец